# Controversie di Eminem

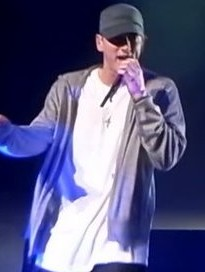
Eminem.

Il rapper statunitense Eminem è stato sin dai primi successi frequentemente al centro di controversie, a causa del suo atteggiamento provocatorio e dello stile trasgressivo delle sue canzoni.

## Accuse di omofobia
Con l'enorme popolarità di The Marshall Mathers LP le polemiche su Eminem sono ulteriormente aumentate, soprattutto dopo la nomina dell'album ai Grammy Awards. Anche se Mathers ha sempre dichiarato che i suoi testi non devono mai essere presi sul serio, e di non avere nulla in contrario verso omosessuali e donne, l'associazione statunitense per i diritti degli omosessuali boicottò all'epoca i Grammy. Eminem rispose rappando dal vivo Stan insieme ad Elton John, omosessuale dichiarato, che ne cantò la parte affidata originariamente a Dido. Questa versione dal vivo divenne un singolo, poi inserito nella raccolta Curtain Call: The Hits. I ricavati della vendita del singolo sono stati devoluti in beneficenza all'associazione MusiCareer Foundation.

## Testi razzisti
Durante i contrasti con Eminem, Benzino trovò due vecchie cassette del suo collega che rappava frasi ritenute razziste. Nelle due canzoni Eminem diceva "Non mi piace la feccia negra" e "le donne di colore vanno solo a caccia di soldi dai loro partner". Quando le canzoni divennero di pubblico dominio, il rapper pubblicò immediatamente una scusa per le polemiche scatenate da quelle frasi. Per quelle canzoni si scusò anche su Yellow Brick Road, dall'album Encore. Eminem cercò di spiegare come le canzoni fossero venute fuori, affermando che nei due brani si lamentava della sua rottura con una ragazza nera.
Subito dopo l'arrivo delle sue prime risposte, l'amministratore delegato della Def Jam Russell Simmons lo appoggiò e accettò le scuse. Da allora tutti, tranne il rivale Benzino, hanno dimenticato o semplicemente messo da parte la discussione.

## Accuse di misoginia
Eminem è stato accusato spesso anche di misoginia, soprattutto per le canzoni Kill You e Kim, da The Marshall Mathers LP. I critici hanno sostenuto che la prima canzone ritraesse una forma estremamente violenta di abuso sulle donne e che uno dei versi parlava addirittura del rapper che violentava sua madre. La seconda non è altro che una delle tante risse immaginarie tra Eminem e l'ex moglie Kim, con rime urlate e rauche. Malgrado le sue espressioni contrastanti di amore e odio, alla fine della canzone Eminem è mostrato mentre afferra alla gola Kim e grida in lacrime "Sanguina, puttana, sanguina!". Molti hanno considerato la canzone come la descrizione di una scena di violenza domestica.
Sull'edizione censurata del CD, la traccia fu sostituita con un'altra quasi del tutto priva di riferimenti simili, intitolata The Kids. Vi sono però alcune fonti che sostengono che Eminem non sia misogino, anzi, tutto il contrario. Possiamo trovare riscontro di questa affermazione nella canzone Stan dove parlano i due personaggi, Stan (un fan sfegatato che per il suo pazzo amore-odio verso il suo artista preferito arriverà al suicidio e all'omicidio della moglie incinta) e Slim (Eminem). È Eminem che però tenta di convincere Stan che lui e la sua ragazza hanno bisogno di se stessi a vicenda o magari dovrebbe trattarla solo meglio (I really think you and your girlfriend need each other or maybe you just need to treat her better).

## Critiche ad artisti e figure politiche
Lo stile provocatorio di Eminem lo ha condotto a feroci diverbi con alcuni suoi colleghi. Si è scontrato in varie occasioni con Ja Rule, Benzino, Everlast, Machine Gun Kelly, Royce Da 5'9", Canibus, gli Insane Clown Posse, Vanilla Ice, Michael Jackson, Will Smith, Britney Spears, Mariah Carey, Fred Durst dei Limp Bizkit, DJ Lethal, Moby, Nelly e Christina Aguilera. Eminem ha avuto diverbi anche con gli attori Christopher Reeve e Richard Gere.

### Fred Durst e DJ Lethal
Qualche settimana prima dell'uscita di Devil's Night, iniziò a circolare la voce che Eminem stesse scrivendo un diss contro i Limp Bizkit, in particolare contro Fred Durst e DJ Lethal. Questa notizia lasciò sbigottiti i fan di entrambe le parti, dal momento che c'era stato un legame di amicizia e collaborazione tra Eminem e i Limp Bizkit, come dimostravano vari videoclip in cui Eminem appariva nei video dei Limp Bizkit e viceversa, come ad esempio The Real Slim Shady di Eminem e Break Stuff dei Limp Bizkit. Marshall decise di rompere definitivamente questo rapporto tramite Girls, traccia fantasma presente in Devil's Night, dalla quale si può intuire che il motivo di questa separazione è legata alla faida tra Eminem ed Everlast. In un'intervista, Marshall spiega che i Limp Bizkit si proposero di loro spontanea volontà di partecipare all'ennesimo diss che lui stava preparando contro Everlast, di scrivere il testo e passarlo a Durst che l'avrebbe poi cantato, in quanto, stando alle parole di quest'ultimo e DJ Lethal, non correva buon sangue tra di loro. Così Eminem organizzò una seduta nello studio di registrazione, ma proprio nel giorno dell'incontro, Durst chiamò Eminem per avvertirlo che non sarebbe potuto esserci a causa di un mal di denti e che DJ Lethal era in buoni rapporti con Everlast. A tal proposito, Eminem rispose che avrebbero potuto dire già dall'inizio che non avevano intenzione di partecipare al dissing, come accadde con B-Real dei Cypress Hill. Ma il motivo principale non fu questo, in quanto altre decisioni di Durst non piacquero ad Eminem. Una tra queste è il rapporto che si venne a creare tra il cantante dei Limp Bizkit e Christina Aguilera, che ai tempi era nel mirino di Eminem. Fred Durst, infatti, aveva acconsentito di partecipare nel videoclip di The Real Slim Shady nella quale anche lui prende in giro la cantante, rappresentata da una bambola gonfiabile. Ma subito dopo le chiese pubblicamente scusa e duettò con lei durante la cerimonia degli MTV Video Music Awards 2000. Ma anche questo non bastò per scatenare la realizzazione del dissing da parte di Marshall. Ma, dopo aver ascoltato un'intervista fatta a DJ Lethal ad MTV, in cui quest'ultimo affermò:
Per Eminem, questa dichiarazione, fu la "goccia che ha fatto traboccare il vaso", decidendo, così, di passare all'azione con la già citata Girls e in altre due tracce dell'album Devil's Night. Successivamente, Eminem nominò i Limp Bizkit anche nel singolo Without Me dell'album The Eminem Show.In più, alla fine della canzone Girls, Eminem disse a Fred Durst un fatto degli MTV Video Music Awards del 2000:
Infatti durante l'esibizione di The Real Slim Shady, Eminem camminò in mezzo alla folla e, proprio nel preciso momento in cui la canzone parla di Carson Daly e Fred Durst riguardo a una loro relazione con Christina Aguilera, Marshall passa vicino ai due dando il cinque solo a Daly, evitando la mano di Fred.

### Benzino
Il rapper Benzino accusa Eminem di essere il simbolo del razzismo mai morto negli Stati Uniti d'America. Benzino ha subito dichiarato nella sua prima intervista su MTV tutto il suo disprezzo nei confronti di Eminem, definendolo un elemento folkloristico della scena hip hop e sostenendo che se non fosse stato bianco non avrebbe venduto milioni di dischi. Inoltre, quest'ultima affermazione venne condivisa anche da Fredro Starr degli Onyx, il quale in un verso della canzone What If disse che il rapper di Detroit non avrebbe ottenuto un contratto se fosse stato un nero. Lo stesso Eminem qualche tempo dopo fece una riflessione simile nel brano White America dell'album The Eminem Show ("Let's do the math, if I was black? I would have sold half"). Poco tempo dopo l'intervista Benzino realizzò un freestyle dedicato interamente a Eminem, il quale rispose alle provocazioni non con un dissing ma partecipando ad uno show radiofonico dell'emittente newyorkese Hot 97, chiamato Take Over Show. La faida tra Eminem e il rapper Benzino è stata acuita da alcuni testi razzisti del rapper bianco (canzoni di riferimento alla faida: The Sauce e Nail in the Coffin).

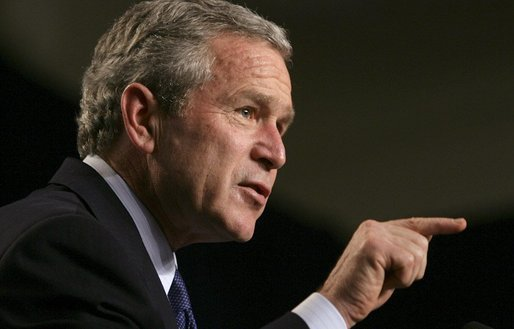
L'ex presidente George W. Bush.

### George W. Bush
L'8 dicembre 2003 i servizi segreti statunitensi ammisero di essere alla ricerca di prove per cui Mathers avrebbe minacciato il presidente George W. Bush con la canzone We As Americans, diffusa su Internet come leak. Nei testi è scritto: "Al diavolo il denaro / Non rappo per i presidenti morti / Piuttosto vorrei vedere il presidente morto". We As Americans fu inserita in un disco bonus, sull'album Encore, ma con la parola "dead" (morto) censurata. "Presidenti morti" è un'espressione gergale per indicare il denaro: sulle banconote statunitensi sono infatti raffigurati alcuni importanti presidenti.
Il 26 ottobre 2004, un mese prima delle elezioni presidenziali, Eminem pubblicò su Internet il video per la canzone Mosh. Essa contiene un messaggio di attacco a Bush, con testi che dicono "fottiti, Bush" e "quell'arma di distruzione di massa che chiamiamo il nostro presidente". Il video mostra Mathers che raccoglie un'armata di persone, "vittime" dell'amministrazione Bush, e le guida verso la Casa Bianca. Tuttavia, una volta entrate, si scopre che si trovano lì semplicemente per registrarsi per il voto. Alla fine appare sullo schermo la scritta "VOTATE giovedì 2 novembre". Dopo la vittoria elettorale di Bush, il finale fu sostituito da una scena in cui Eminem e i contestatori attaccano il presidente mentre tiene un discorso ufficiale.

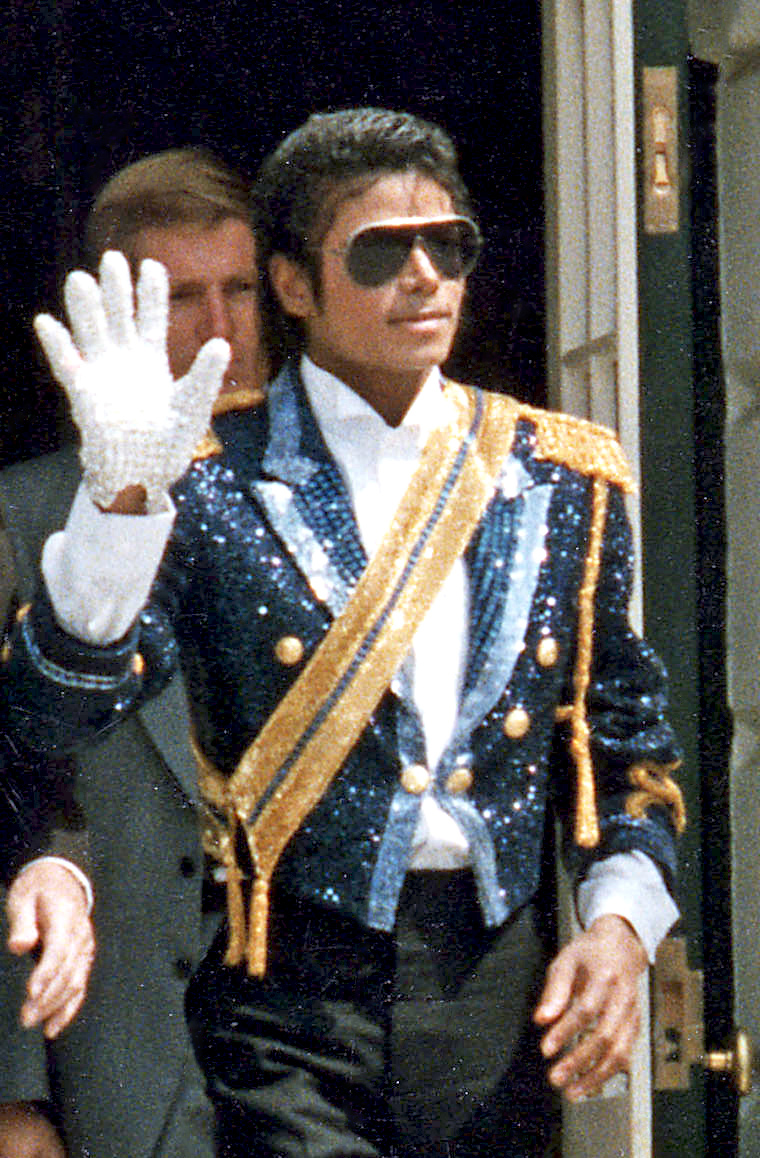
Michael Jackson, citato spesso da Eminem.

### Michael Jackson
Il 12 ottobre 2004, una settimana dopo la pubblicazione del singolo Just Lose It, Michael Jackson chiamò uno show radiofonico di Los Angeles condotto da Steve Harvey e dichiarò il suo disappunto per il modo in cui era stato preso in giro nel video, nel quale emergeva una parodia del suo processo per molestie a minori, della presunta operazione di chirurgia plastica che aveva subito e dell'incidente in cui i suoi capelli avevano preso fuoco nel 1984 durante le riprese di uno spot per la Pepsi Cola. Il testo di "Just Lose It" parla anche dei problemi legali di Jackson, anche se in un verso della canzone Eminem dice: "...non punto il dito contro Michael/è semplicemente una metafora/sono solo pazzo...". Molti fan e amici di Jackson criticarono il video, tra cui Stevie Wonder, che disse che era "una sciocchezza che rideva delle disgrazie di un uomo a pezzi". Nel video Eminem prese in giro anche Paul Reubens, MC Hammer e Madonna.
Black Entertainment Television è stato l'unico canale televisivo a sospendere la programmazione del video. Invece MTV annunciò che avrebbe continuato a trasmetterlo, e Just Lose It diventò il video più richiesto su Total Request Live fino al 22 ottobre dello stesso anno. La rivista The Source, per decisione del suo amministratore Benzino, chiese che il video di Just Lose It venisse ritirato. Inoltre chiese che la canzone fosse tolta dalla lista tracce dell'album Encore, e che Mathers si scusasse pubblicamente con Jackson.
Altri hanno ritenuto Just Lose It come una versione amatoriale delle parodie di "Weird Al" Yankovic, uno dei comici che imitano Michael Jackson. Riguardo alla protesta di Jackson, Yankovic, che di Eminem aveva già preso in giro Lose Yourself nella canzone Couch Potato (Poodle Hat, album del 2003), disse al giornale Chicago Sun-Times: "Un anno fa Eminem mi aveva forzato a non girare la videoparodia di "Lose Yourself", perché in qualche modo pensava che sarebbe stato dannoso per immagine e carriera. Perciò l'ironia di questa situazione con Michael non mi stupisce".

### Mariah Carey
Eminem ha scritto varie canzoni con riferimenti a Mariah Carey e a una loro presunta relazione. La cantante però smentì tutto dicendo che tra lei e il rapper non c'è mai stata una relazione intima. Eminem la nomina in vari brani, tra cui Superman, Jimmy Crack Corn, Bagpipes From Baghdad e The Warning. Nel 2009 Carey pubblicò il singolo Obsessed, dove parla di un presunto uomo ossessionato da lei a tal punto di minacciarla e seguirla. Il marito della Carey, il rapper Nick Cannon, affermò che la canzone non era affatto rivolta ad Eminem, il quale rispose alla Carey con la canzone The Warning del 2009, che contiene campionamenti della voce della cantante, che, secondo Eminem, furono registrate quando i due si erano frequentati. Nella canzone Eminem minaccia Mariah di pubblicare tutte le telefonate intime che lei gli faceva e inoltre parla dei loro vari rapporti sessuali e di come lei lo abbia lasciato. Un anno dopo Nick Cannon rispose al rapper con la canzone I'm a Slick Rick.

### Moby
Nel 2005 Moby ha riferito che Eminem «ha del sangue sulle mani» in quanto i suoi brani «hanno dei testi che parlano di uccidere e brutalizzare donne e gay». E anche chi ha promosso Eminem dovrebbe vergognarsi: «Tutti gli impiegati di etichetta discografica, o giornalisti o programmatori radio od impiegati di MTV che hanno promosso la musica omofobica, dovrebbero vergognarsi. Anche voi avete sangue sulle mani», ha affermato Moby. I due erano entrati in conflitto anche tre anni prima, quando Eminem definì Moby «omosessuale pelato di 36 anni».

### Machine Gun Kelly
In seguito ad un tweet di Machine Gun Kelly del 2012, in cui dichiara di trovare Hailie, allora minorenne, molto hot. Machine Gun Kelly lanciò anche una frecciatina ad Eminem nella sua strofa della canzone "No Reason" di Tech N9ne ed Eminem decise di rispondere al giovane rapper con le rime, nella traccia Not Alike, in collaborazione con Royce da 5'9" c'è un’intera strofa contro di lui. In seguito a quest'ultima canzone, Machine Gun Kelly pubblicò Rap Devil dove accusa Eminem di aver tentato di metterlo da parte e prese in giro l'età di eminem,che ha risposto il 14 settembre 2018 con il singolo Killshot. L'ultimo riferimento alla loro disputa è presente nel singolo Gnat, uscito nel 2020 e presente nell'album Music to Be Murdered By.